# アメリカ合衆国による沖縄統治

アメリカ統治下の沖縄
Okinawa under American rule（英語）

沖縄の位置

GDP - 9億8530万ドル（1971年）
1人当たり国民所得 - 907ドル（1971年）

アメリカ合衆国による沖縄統治（アメリカがっしゅうこくによるおきなわとうち）は、1945年（昭和20年）のアメリカ軍による沖縄占領から、1972年（昭和47年）5月15日の沖縄本土復帰に至るまでの、27年間に及ぶアメリカ合衆国による占領統治時代のことである。
沖縄では「アメリカ世（沖縄方言で「アメリカゆー」と発音）」ともいわれる。

## 地理
北緯30度線以南の鹿児島県大島郡と沖縄県で構成された。後にトカラ列島は1952年（昭和27年）2月10日、奄美群島は1953年（昭和28年）12月25日に日本へ返還された。
琉球政府章典によると、その範囲は「北緯28度東経124度40分の点を起点として北緯24度東経122度、北緯24度東経133度、北緯27度東経131度50分、北緯27度東経128度18分、北緯28度東経128度18分の点を経て起点に至る線の内側」とされた。

## 歴史

### 戦争終結直後の混乱期とその後

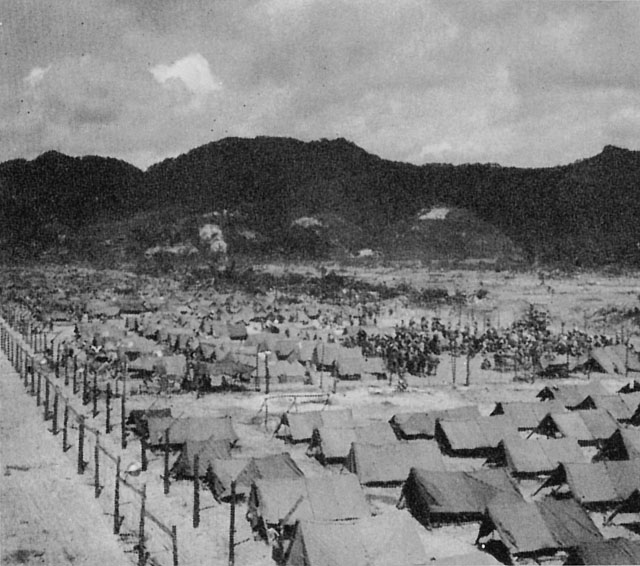
沖縄本島における住民の収容所

アメリカ軍は第二次世界大戦末期の1945年（昭和20年）3月26日に慶良間諸島、4月1日に沖縄本島に上陸し、沖縄諸島各地に侵攻を開始し、沖縄本島の防衛にあたっていた日本軍と地上戦を繰り広げた（沖縄戦）。4月5日、アメリカ海軍元帥チェスター・ニミッツは「米国海軍軍政府布告第一号（いわゆるニミッツ布告）」を公布し、奄美群島以南の南西諸島地域における日本政府の行政権を停止して軍政府が統治すると宣言し、読谷村に琉球列島米国軍政府（以下軍政府と略す）を設立した。
6月に入ると日本軍は組織的抵抗が不可能となり、沖縄本島と幾つかの島嶼はアメリカ軍によって占領された。8月14日にポツダム宣言の受諾が予告された後、8月20日には解体した沖縄県庁に代わる沖縄本島の統治機関として、アメリカ軍によって「沖縄諮詢会」が設置され、後に権限が沖縄諸島全体までに拡大された。また宮古支庁、八重山支庁は戦火を免れ存続していたため、それぞれ宮古列島、八重山列島の行政をアメリカ軍直属で行うこととなった。1946年（昭和21年）1月29日、GHQよりSCAPIN - 677が指令され、このSCAPIN - 677によって北緯30度以南の南西諸島全域における日本の施政権が停止され、鹿児島県大島郡（奄美群島やトカラ列島）も鹿児島県から分離されて軍政当局下に置かれ、大島支庁から本土出身者が追放された。
アメリカは当初、琉球人は日本人とは異なる民族であると認識し、日本本土の一部でなく、日本が武力で制圧した島だと考えた。また沖縄人は自ら政治、経済を行えないという先入観から、沖縄人の自治能力を過小に評価していた為、沖縄における民主化に対して消極的であった。そのためにまず、民主主義の基礎を築くことにし、市町村長、市町村議会の選挙を実施した。1945年（昭和20年）9月20日、沖縄本島の収容所で行われた市会議員選挙で、女性に参政権が認められ選挙が行われた。
沖縄諮詢会設立においては、軍国主義者、超国家主義者はもちろん、旧日本軍や軍国主義者、超国家主義者らと深い関係にあった人物は諮詢会員の選考から除外された。1947年（昭和22年）には幾つかの政党が結成されたが、軍政府は「政党の行動制限」を設け、軍政府の政策に批判・阻止する政党には厳しい罰則が加えられた。
1949年（昭和24年）、東西冷戦が激化すると、朝鮮半島の軍事的緊張が高まった。アメリカによる極東地域戦略のため、沖縄に大規模な軍事基地や施設を建設した。軍道1号線（現在の国道58号）の拡張、那覇軍港の整備、弾薬倉庫、米兵用住宅などの軍用地開発が推進された。そのため沖縄本島は極東最大の米軍基地へと変わり、米軍からは「太平洋の要石（Keystone of the Pacific）」とも言われた。この工事と並行して、ジョセフ・R・シーツ軍政長官は復興支援を行った。ガリオア資金を増額し、群島知事と群島議員選挙の実施、不必要な軍用地に対する土地所有権を認定するなど、住民からはシーツ善政と評された。

### 沖縄統治体制の確立
1946年（昭和21年）1月29日、GHQはSCAPIN - 677を発令して日本本土と北緯30度以南の南西諸島の行政分離を行うと発表し、1948年（昭和23年）10月にはそれまで沖縄の長期保有について反対意見を持っていた米国務省も沖縄の保有を認めたため、「米国の対日政策に関する勧告に対する国家安全保障会議の諸勧告（NSC／2, 3）」により米軍の沖縄恒久保持、基地の開発の方針がトルーマン大統領により承認された。1951年（昭和26年）9月8日に調印され、翌1952年（昭和27年）4月28日に発効された日本国との平和条約（サンフランシスコ平和条約）の第3条には、アメリカ合衆国から国際連合への提案があった場合、北緯29度線以南の南西諸島をアメリカ合衆国の信託統治下に置くことに日本国が同意することが規定されたが、その後国連への提案はなされなかったため、日本は奄美諸島および琉球列島に対する主権（潜在的主権）を保持し続けることができた。
当初、1950年（昭和25年）11月4日に奄美群島、沖縄諸島、宮古諸島、八重山諸島を四分割しそれぞれ群島政府を設置した。しかし同年9月に住民により選出された知事と議員らが日本復帰を公言した。その結果に不快感を示した軍政府は、翌年の1951年（昭和26年）4月1日に琉球臨時中央政府を設立し、群島政府の権限は大幅に削減され、そして1952年（昭和27年）4月1日に群島政府が廃止され琉球政府が創設された。また軍政府は1950年（昭和25年）12月15日に琉球列島米国民政府（USCAR：ユースカー、以下民政府と略す）と改称した。琉球政府は、立法院と裁判所と共に三権の一つとなったが、琉球政府により制定された法令の執行の停止、琉球政府の長である行政主席は民政府により任命されるなど常に民政府は絶対的な権力を持っていた。
なお、トカラ列島は1952年（昭和27年）2月10日、奄美群島は1953年（昭和28年）12月25日に日本に返還された。奄美群島返還時、朝鮮戦争終結交渉から帰途日本に立ち寄ったダレス国務長官は「少しはやいクリスマスプレゼント」と称し奄美群島返還を発表した。この発表を受けダレスが羽田空港から出発しようとしたとき、群集から感謝の声が上がり、また、奄美群島の再統合に関する法案が12月24日に衆参両院を通過し、その際参議院が「感謝」の、衆議院が「祝辞」の決議を為し、時の総理吉田茂が「クリスマスプレゼントありがとう」との私信をダレスに送った。しかし、奄美群島から沖縄本島へ労働に来ていた奄美系住民は「外国人」ということとなり、参政権剥奪や土地所有権剥奪、公職追放、低い労働賃金の設定など、様々な事実上・法律上の差別が沖縄の本土復帰まで行われた（沖縄の奄美差別）。

### 米軍と沖縄住民との対立
アメリカ軍は演習地や補給用地、倉庫群などの用地として、次々に集落と農地を強制的に接収した。特に現在の宜野湾市の伊佐浜の田園地帯と伊江島では集落ごと破壊され、大規模な土地接収が行われた。住民はこれらの様子を「銃剣とブルドーザーによる土地接収」として例え、アメリカ軍の強権の代名詞となった。またサンフランシスコ条約締結以降、軍政府は沖縄の本土復帰を唱える団体や運動を弾圧、さらに米軍兵による事件が相次ぎ、住民に反米感情が高まっていた。
土地接収問題を解決すべく1954年（昭和29年）4月30日に立法院は、「軍用地処理に関する請願」を全会一致で可決し、軍用地の一括支払い（土地の買い上げ）の反対等を盛り込んだ「土地を守る四原則」を掲げた。しかし、1956年（昭和31年）6月9日にアメリカ側から「プライス勧告」が発表され、極東地域の重要な軍事拠点であるとして、土地買上げと土地の接収は正しいと結論づけた。この勧告に住民は反対し、同月20日にほとんどの市町村で住民大会が一斉に行われ、島ぐるみ闘争へと発展した。こうした反対運動の結果、軍用地の賃上げ等の民政府から妥協案が提示され、島ぐるみ闘争は終結した。

### 本土復帰へ
サンフランシスコ平和条約が発効されてちょうど8年、1960年（昭和35年）4月28日に沖縄県祖国復帰協議会（復帰協）が結成し、以降毎年4月28日にはデモ行進が行われ、また沖縄本島の辺戸岬沖で海上集会を行った。1962年（昭和37年）3月19日、アメリカ合衆国大統領ジョン・F・ケネディは 沖縄が日本国の一部であることを認め、日本の対沖縄援助について継続的に協議する沖縄新政策を発表した。ところが、米国の軍部は、この協調路線で日本政府の関与が深まり沖縄における米軍の軍事的利益が侵害されることを懸念した。琉球列島高等弁務官に就任したポール・W・キャラウェイ陸軍中将は絶対的な権力を利用して、議会が採決した法案を次々と拒否し、また経済界にまで介入し、日本と沖縄の分離策を進めた（キャラウェイ旋風）。日米協力に混乱をきたすとして、ケネディ大統領はキャラウェイを更迭した。
1965年（昭和40年）8月19日に内閣総理大臣佐藤栄作が訪問し、「沖縄が日本に復帰しない限り、戦後は終わらない」と述べた。来沖した背景としてはベトナム戦争に対する反戦運動と復帰運動があった。戦争が激化すると沖縄は米軍にとって非常に重要な存在となり、連日飛行場から頻繁に爆撃機の離着陸が行われた。反戦復帰運動が高まり、戦争に支障をきたす恐れがあり、住民の反米・反戦感情を抑える為、民政府は佐藤に目を付けた。
しかし、それと裏腹に1968年（昭和43年）に嘉手納飛行場でB-52爆撃機の墜落事故、1969年（昭和44年）には基地内でVXガスが漏れる事故、そして1970年（昭和45年）12月20日に本島中部の旧コザ市（現在の沖縄市の一地域）で数千人の住民が暴徒化し、米軍車両数十台を焼き払う事件が発生した（コザ暴動）。
1968年（昭和43年）2月1日に立法院の定例会議に出席したフェルディナンド・T・アンガー高等弁務官は、行政主席を選出すべく住民による直接選挙を実施すると発表した。選挙当日は立法院議員選挙と那覇市長選挙も行われた。結果、革新派の屋良朝苗が当選した（第1回行政主席通常選挙）。

### 統治の終了
1969年（昭和44年）11月19日から21日にかけて佐藤首相とリチャード・ニクソン大統領はワシントンD.C.で会談を開き、日米共同声明を発表し、1972年（昭和47年）に米軍基地を除く沖縄の施政権が日本に返還されることが約束された。そして沖縄は1972年（昭和47年）5月15日に日本国に返還された。しかし、本土復帰後も沖縄県は、基地の整理・縮小、兵力の削減、日米地位協定の見直しを求めている。

## 政治

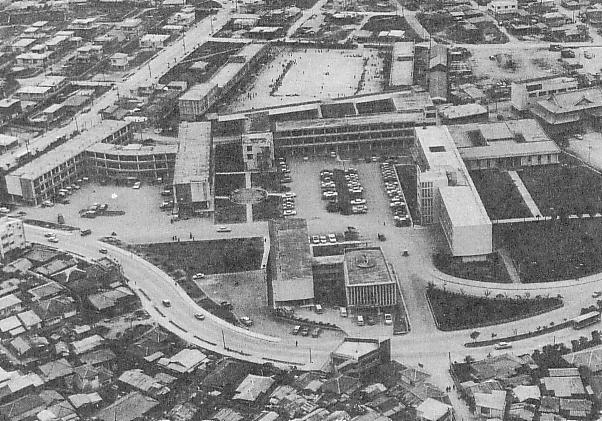
政治の中枢となった琉球政府・米国民政府合同庁舎

琉球列島高等弁務官のもとに琉球列島米国民政府が置かれ、琉球政府の上部組織として間接的（場合によっては直接的）に統治した。司法権を行使するために独自の裁判所（米国民政府裁判所）を設けていた。
琉球政府の長は行政主席で、初期の頃は米国民政府が直接任命していたが、後に立法院の意向を反映した任命に変わり、最終的には直接選挙制に移行した。任期は特に定められていなかったが、公選制導入時に3年となった。
立法院（議会）は一院制で、約30議席を20歳以上の琉球住民による直接選挙で選出した。任期は2年（後に3年）である。

### 高等弁務官統治
1957年からアメリカ本国の全権を委任された琉球列島高等弁務官による統治が行われるようになった。
歴代高等弁務官
1. ジェームス・E・ムーア陸軍中将：1957年（昭和32年）7月 - 1958年（昭和33年）4月、1955年（昭和30年）2月 - 1957年（昭和32年）6月までは民政副長官
2. ドナルド・P・ブース陸軍中将：1958年（昭和33年）5月 - 1961年（昭和36年）1月
3. ポール・W・キャラウェイ陸軍中将：1961年（昭和36年）2月 - 1964年（昭和39年）7月
4. アルバート・ワトソン2世陸軍中将：1964年（昭和39年）8月 - 1966年（昭和41年）10月
5. フェルディナンド・T・アンガー陸軍中将：1966年（昭和41年）11月 - 1969年（昭和44年）1月
6. ジェームス・B・ランパート陸軍中将：1969年（昭和44年）2月 - 1972年（昭和47年）5月

特に、第3代のキャラウェイ中将の統治は、「琉球」を多用して沖縄住民のナショナリズムを刺激して日本との分離政策を推し進めたり、強権を発動したりと、「キャラウェイ旋風」と呼ばれた。

### 地方行政区画
1970年（昭和45年）時点で、地理的区分として、5の地区に分かれていた。戦前や現代の「郡」の区分とは微妙に異なっている。
沖縄北部地区
- 名護市、国頭村、大宜味村、東村、今帰仁村、上本部村、本部町、恩納村、宜野座村、金武村、伊江村、伊平屋村、伊是名村

沖縄中部地区
- 石川市、具志川市、コザ市、宜野湾市、浦添市、与那城村、勝連村、読谷村、嘉手納村、美里村、北谷村、北中城村、中城村、西原村

沖縄南部地区
- 那覇市、豊見城村、糸満町、東風平村、具志頭村、玉城村、知念村、佐敷村、与那原町、大里村、南風原村、仲里村、具志川村、渡嘉敷村、座間味村、粟国村、渡名喜村、南大東村、北大東村

宮古地区
- 平良市、城辺町、下地町、上野村、伊良部村、多良間村

八重山地区
- 石垣市、竹富町、与那国町

## 経済

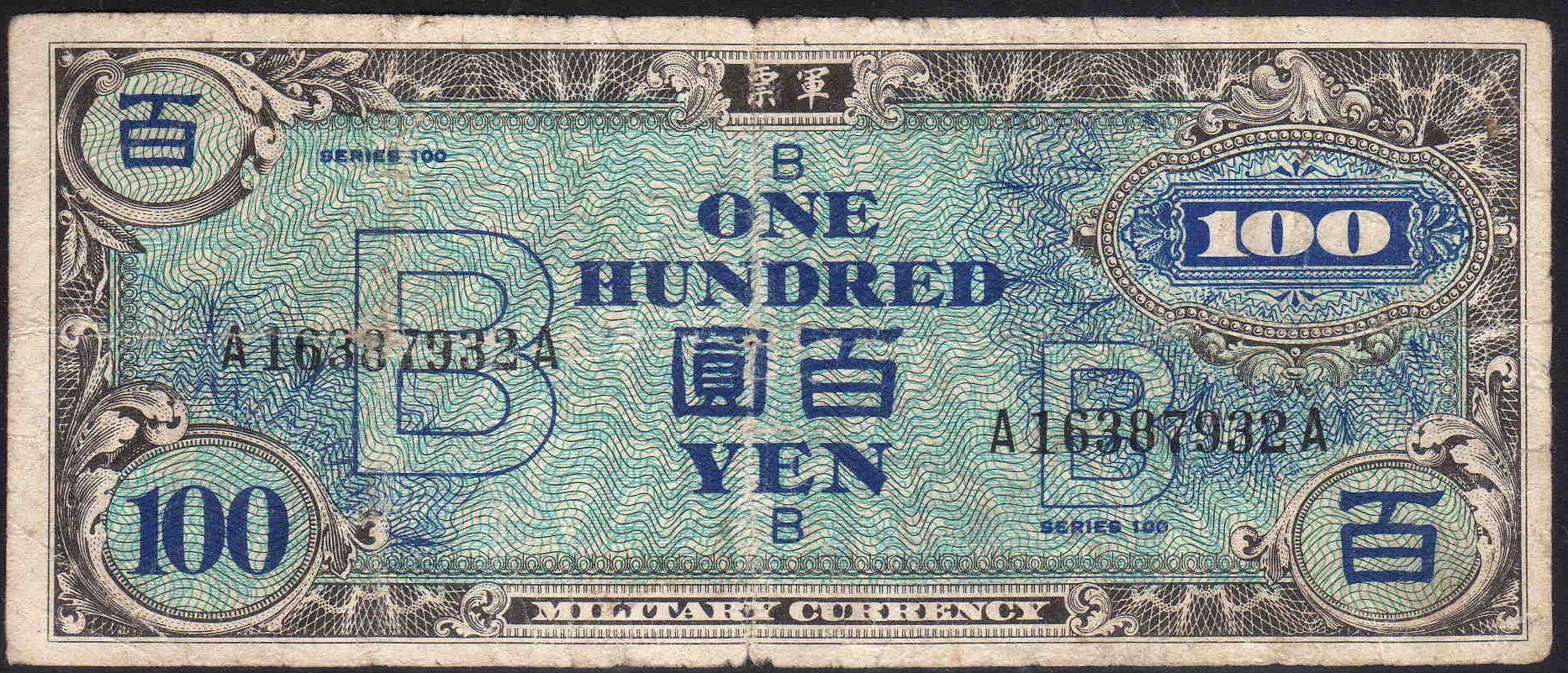
100B円紙幣

沖縄戦終結直後、住民は収容所暮らしを余儀なくされ、アメリカ軍は住民らにレーションを配給した。小麦粉やトウモロコシ等の食料品だけでなく、チューインガム、チョコレートなどの嗜好品も含まれており、戦前ソテツの毒抜きに苦労し、それを食していた住民にとっては美味なものであった。しかし、収容所の難民が増加し食糧物資が不足、中には日本本土や香港、台湾から密貿易を行い、また「戦果」と呼ばれる米軍物資集積所からの窃盗を行う者までいた。また、アメリカ本国からランチョンミートやA1ソースなどの加工食品がもたらされ、ポーク玉子やチャンプルーの具材として受容されるなど、豚肉やヤギ肉が中心だった沖縄料理に影響を与えた。
沖縄戦の影響で経済基盤が破壊された沖縄県（特に沖縄本島周辺）では、敗戦の翌1946年3月まで通貨の流通自体が停止していた。当初は通貨として日本円のほか、アメリカ軍の軍票であるB円が用いられた。1948年から1958年まではB円が唯一の通貨であったが、1958年以降は米ドルが使われた。なお、ドルは漢字で「弗」、セントは「仙」と表記されていた。
日本本土との往来は、パスポートが必要となるなど制限が行われた。しかし日本本土との経済圏が分離されたことで、地元の企業が多数設立されることになった。一方で、本土の大企業から切り離されたことで沖縄には脆弱な地元資本の企業しか育たず、沖縄返還以降は本土資本に吸収されたり、倒産する企業が続出した。
日本本土では日本専売公社によって、戦前実施されていた塩とたばこ、樟脳の専売制が復活したが、アメリカ統治下の沖縄ではこれらの専売制が敷かれなかった。そのため沖縄製塩などの製塩業者が塩を、琉球煙草とオリエンタル煙草、沖縄煙草産業のタバコ製造業者がたばこを自由に製造・販売していた。沖縄返還に伴い専売制が敷かれたため、これ等の企業は事業を廃止し、一部は日本専売公社に事業を譲渡した。
計量法によりメートル法が定着した日本本土に対し、アメリカで一般的なヤード・ポンド法による計量が行われた。21世紀に入っても、沖縄県で販売される大半の牛乳パックの容量が946ml（1クォート=1/4ガロン）と473ml（1/2クオート）となっているのは、、ヤード・ポンド法を用いていた名残である。
役場などの政府機関やアメリカ軍基地以外に大規模な雇用が不可能となった反面、当時ドル高円安の固定相場制の影響もあり物価は安く生活は安定しており、人口は終戦直後の約50万人から本土に復帰するまでのわずか27年間で約100万人に倍増した。また、アメリカ軍の基地が多数設置されたことにより、基地における雇用が確保された面もある。

## 交通
全域が島嶼という事情から、域外への移動や県内離島間の移動は海路や空路が主に利用されていた。

### 日本本土への渡航
- 日本本土へ渡航する際は、琉球列島米国民政府発行の渡航証明書を使用し日本本土へ渡航した。
- 渡航証明書はパスポートと同様の使用方法で、出入域の際にスタンプページに押印する方式を採っていた。また、日本本土入域の際、日本の入国管理局では帰国のスタンプを押していた。

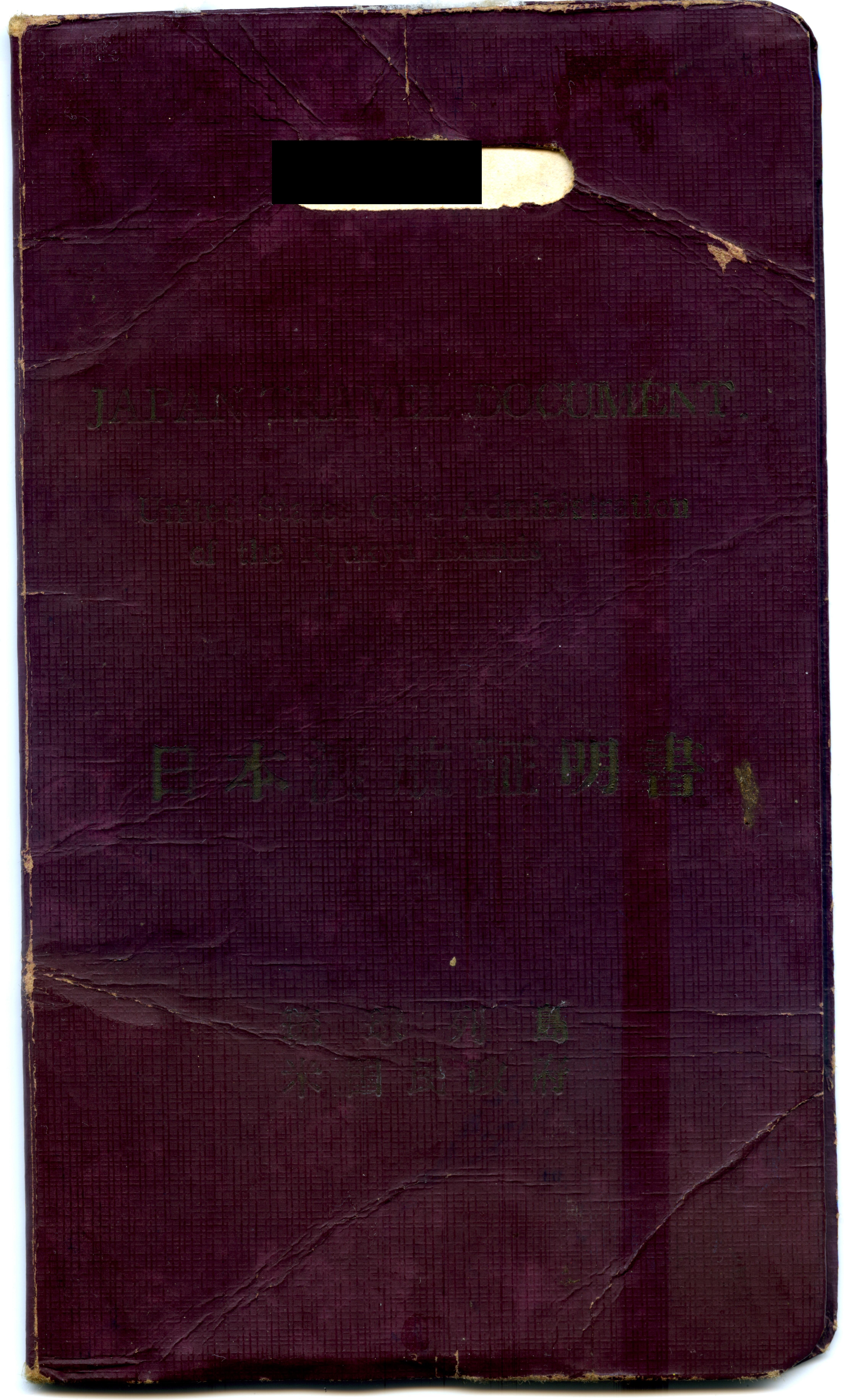
渡航証明書表紙
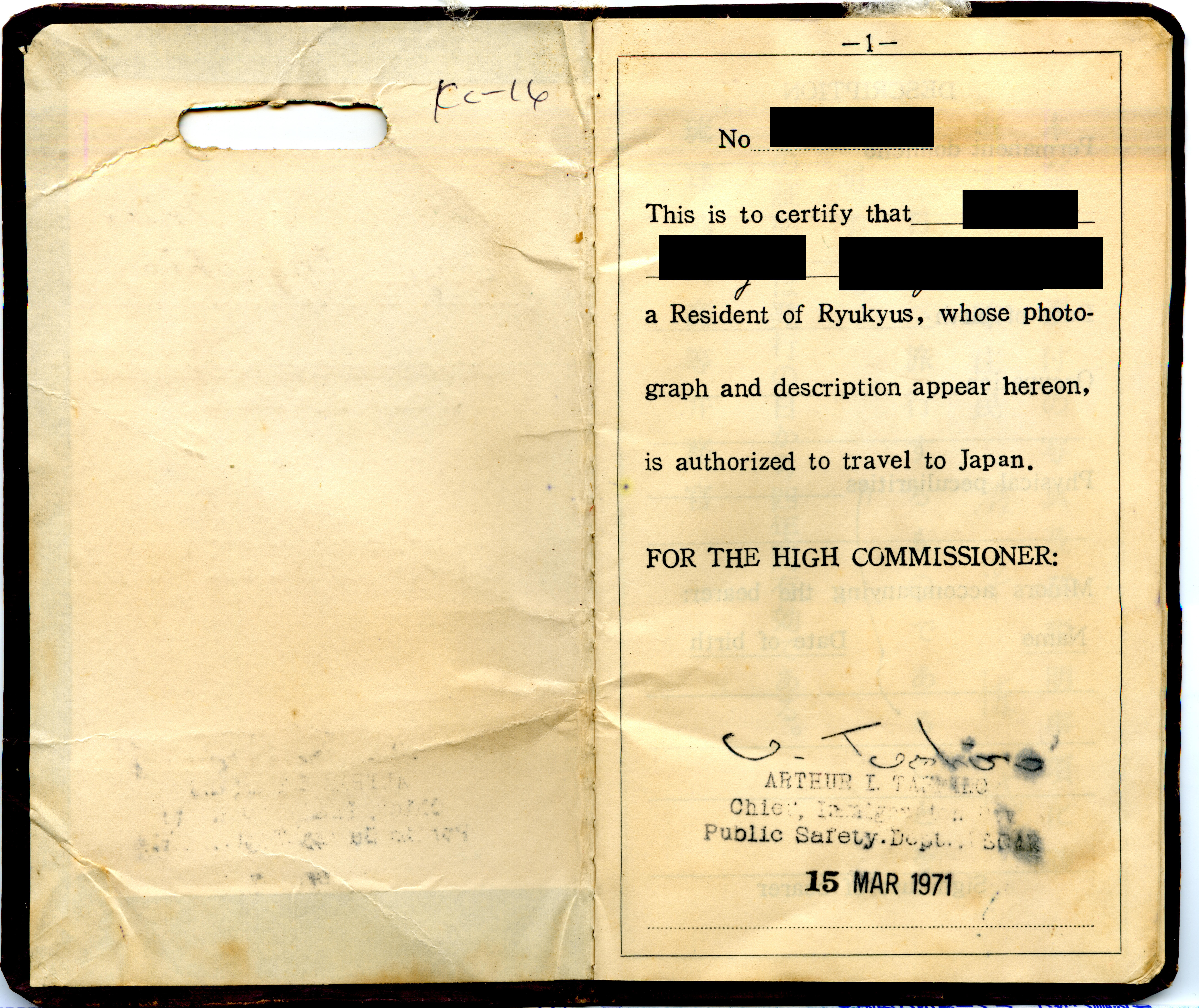
1ページ
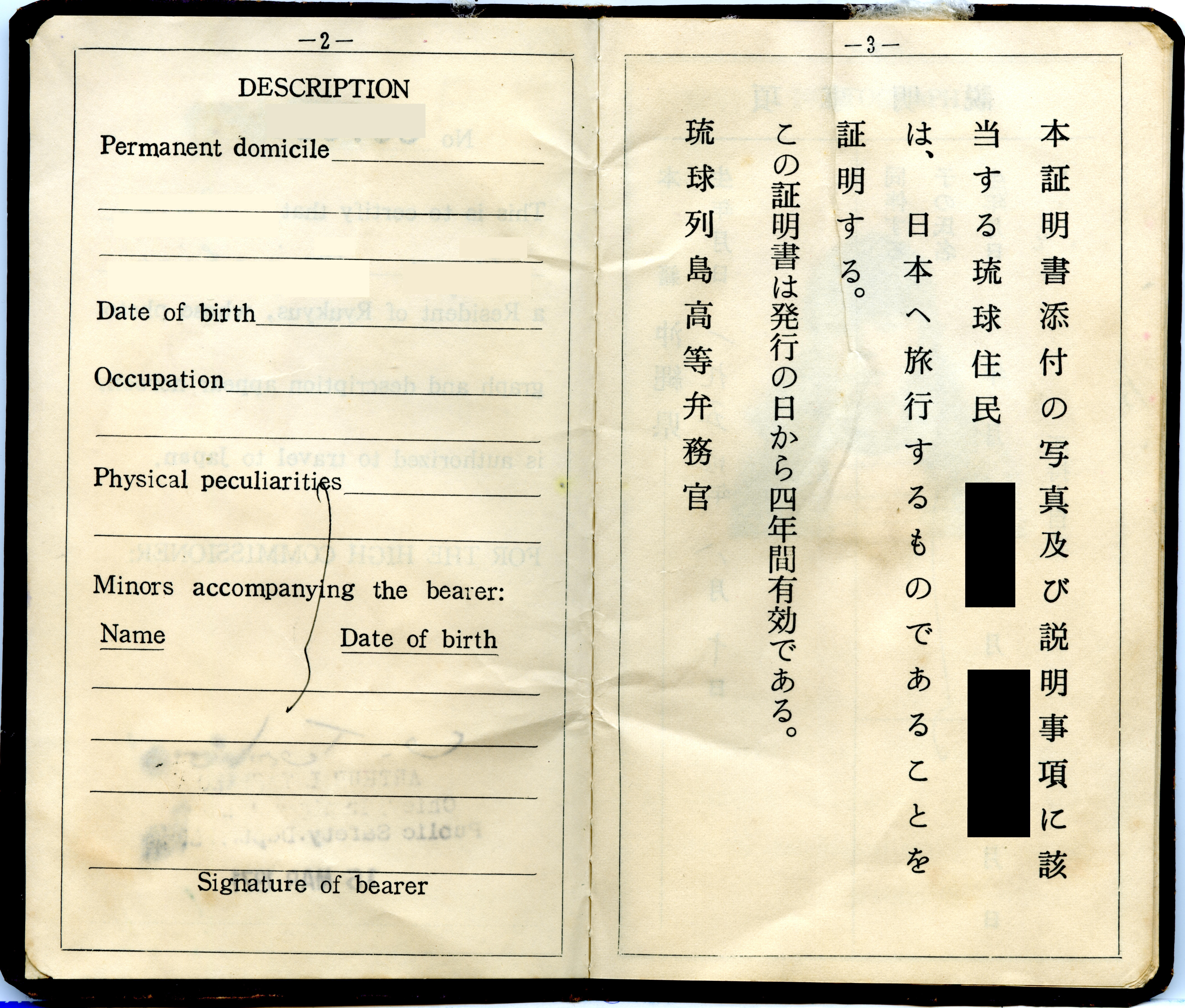
2&3ページ
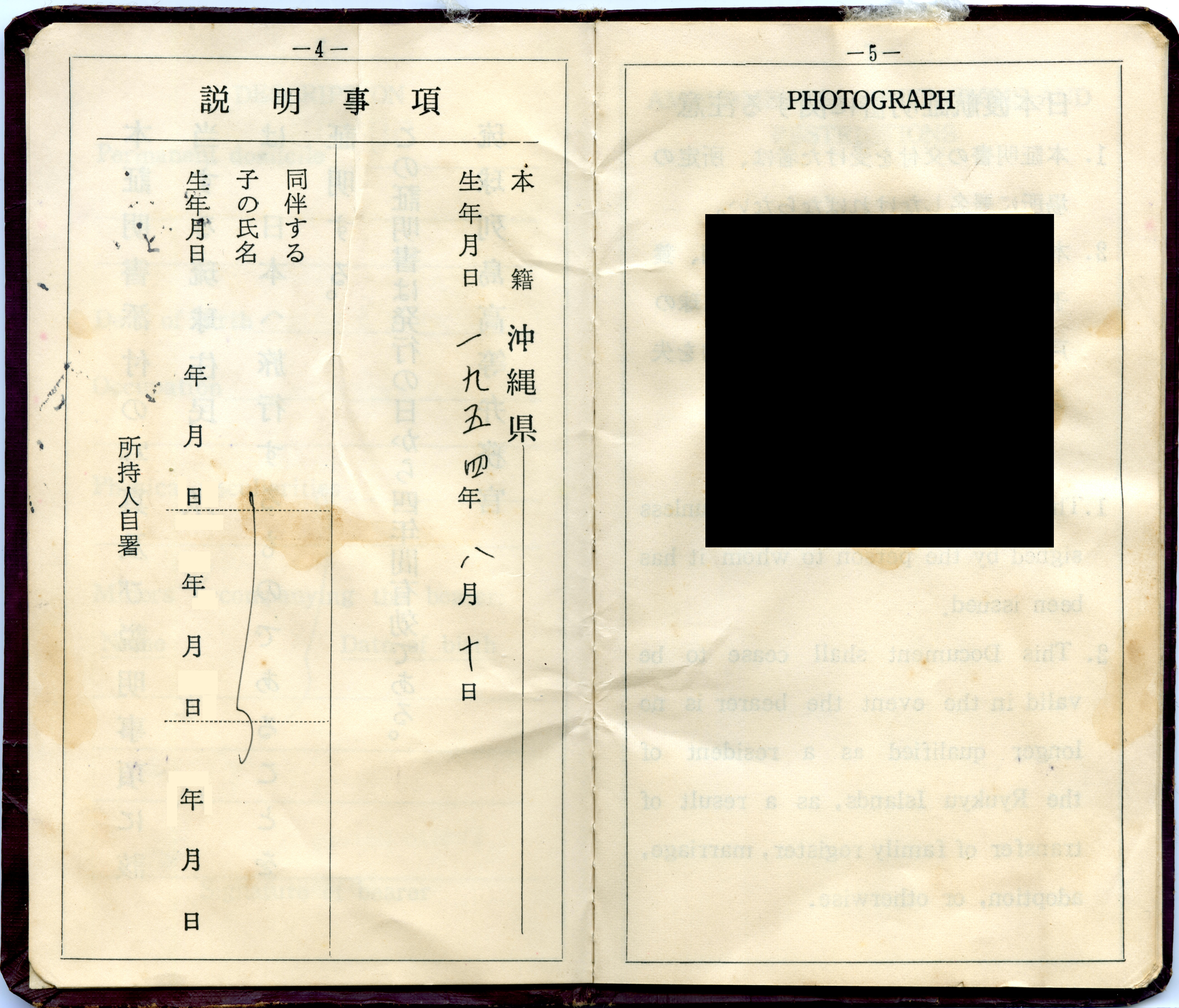
4&5ページ
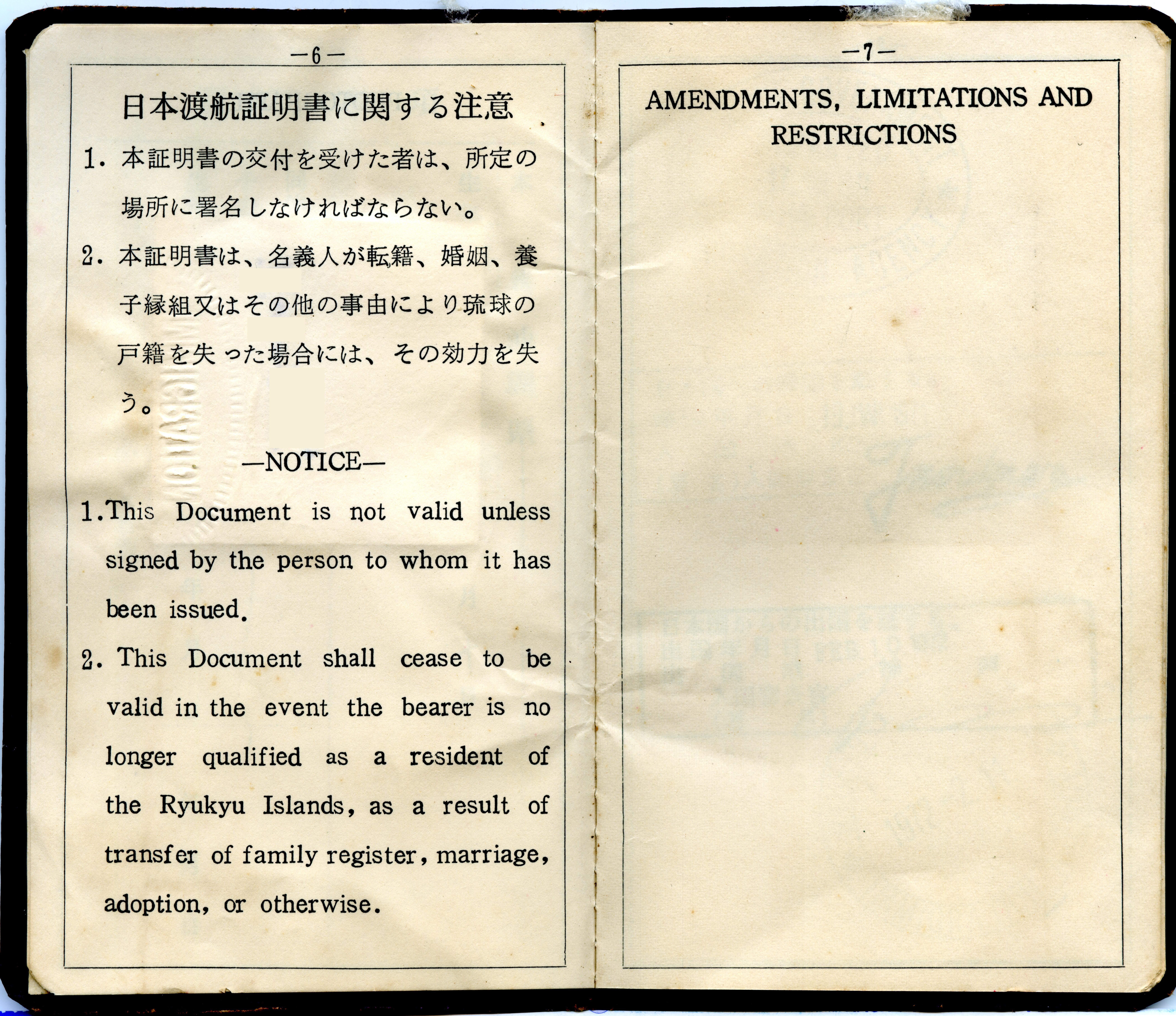
6&7ページ
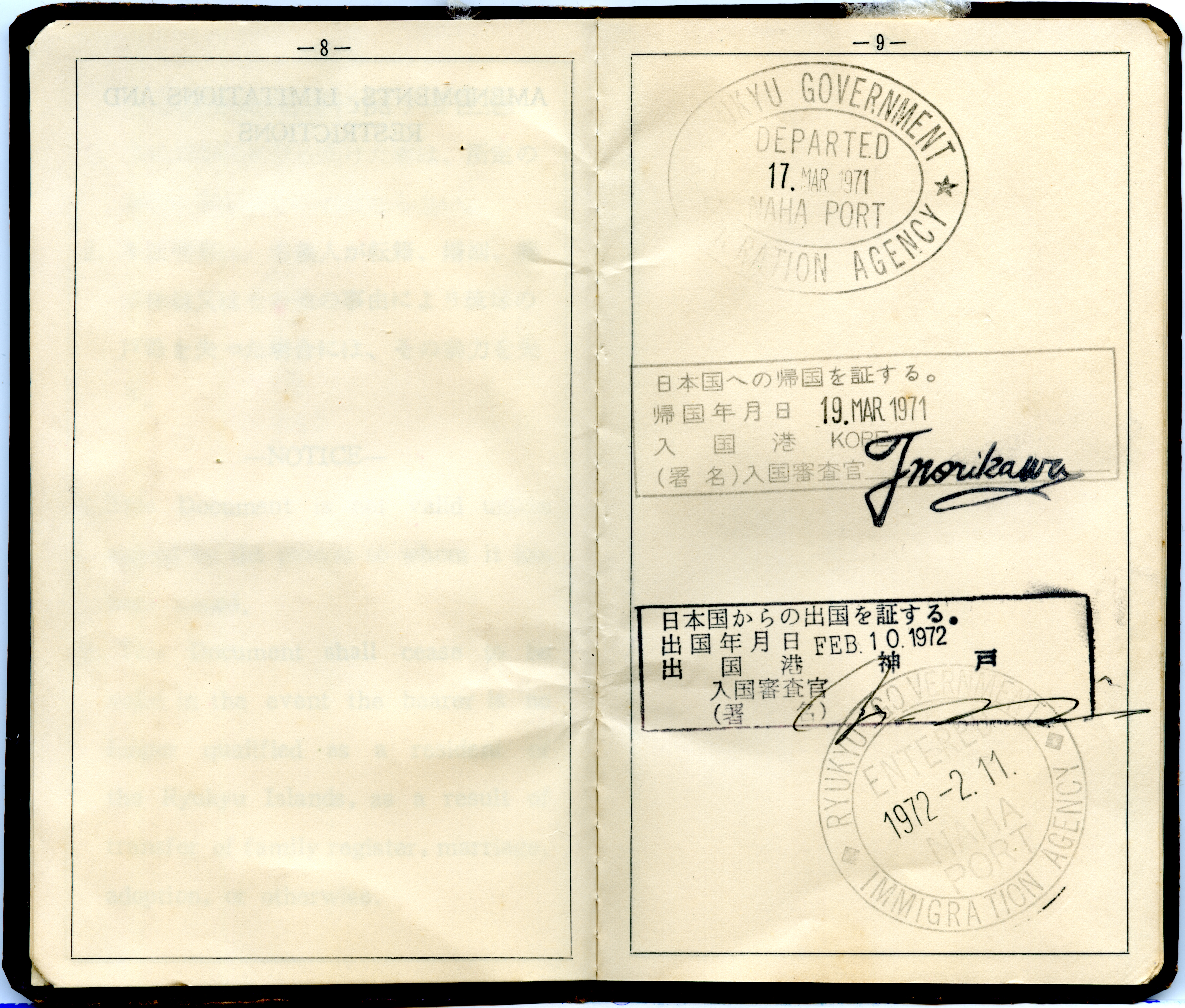
8&9ページ

### 道路
- 車両は本土とは異なり、車は右、人は左の対面交通（右側通行）だった。復帰後の1978年（昭和53年）7月30日に車は左、人は右に変更された。730運動も参照のこと。
- 道路は、軍道222.6km、政府道901.7km、市町村道3057.8km（いずれも1970年時点）で構成されていた。

### 鉄道
戦時中まで存在した沖縄県営鉄道や沖縄軌道は沖縄戦で破壊された後、復旧されることなく消滅し、鉄道と呼べるものは南大東島の産業用鉄道である大東糖業南大東事業所の砂糖運搬専用軌道くらいであった。

## 住民
人口の大多数が、「沖縄県」に本籍を有する「琉球住民」であった。在留外国人（米軍関係者を除く）で一番多かったのは「日本人」（沖縄県外に本籍を有する日本国民）で約18,000人、アメリカ人約7,500人、中国人約2,000人であった。

## 教育

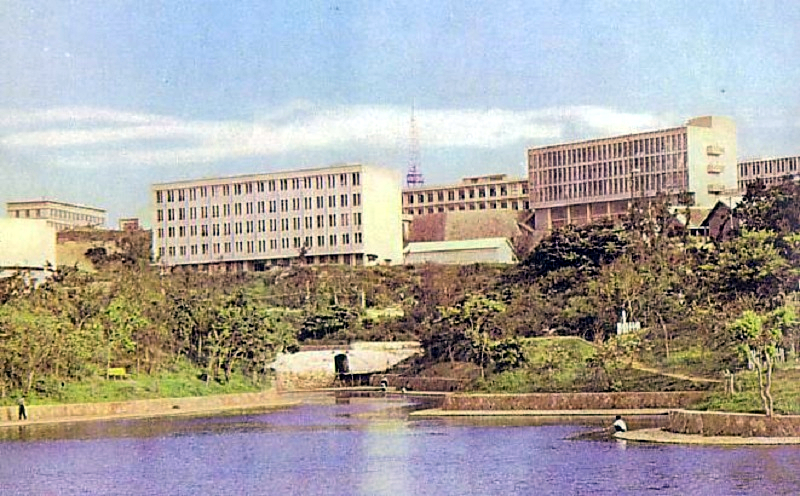
1960年代の琉球大学

本土と同じ6-3-3制であった。ただし、公立の小学校・中学校を運営するのは市町村ではなく「教育区」という特別な公法人が担っていた。高等学校は、政府立学校が39校、私立学校が4校が設置されていた。
大学（短期大学を含む）は当時、以下の大学が存在していた。
- 琉球大学（短期大学部）
- 沖縄大学
- 国際大学（短期大学を含む）
- 沖縄キリスト教短期大学
- 沖縄女子短期大学

## 文化

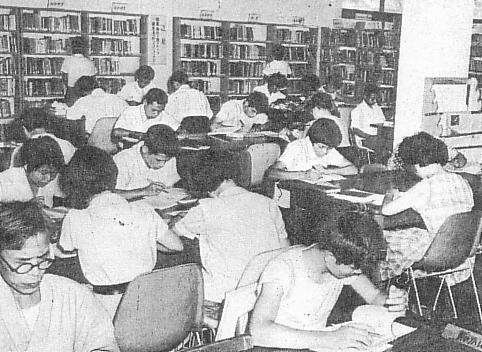
琉米文化会館内の図書室。1957年（昭和32年）、月平均の利用者1万3千人、貸出冊数は年間7万3千冊を記録した。

### 文化政策
民政府は沖縄住民に対する文化政策を実施してきた。米軍は住民を独自の文化に誇りを持つ少数民族で、琉球処分後本土から差別・偏見を受けたと見ていた。伝統文化を保護・継承させ、文化に対する自信と誇りを取戻し、独自のアイデンティティーを構築させる目的で始まった。またその政策により、良好な琉米関係を築けば本土復帰運動も収まるだろうと考えた。
文化財保護
アメリカ軍はハーグ陸戦条約に基づき、沖縄戦の戦闘中に文化財を破壊してはならないと命令され、海軍の軍政報告書によれば墓への破壊行為は最小限に留めさせ、破壊された墓地の復元の責任を取らせた。当時の軍政府は沖縄の伝統文化を日本復帰まで一貫して奨励した。軍政府の近くに戦争により散逸した文化財を収集し博物館を造り、1958年（昭和33年）に首里城の守礼門の復元を行った。当時のキャラウェイ高等弁務官は、琉球国時代に作成された古文書の収集に関心を寄せていた。1961年（昭和36年）、日系アメリカ人でアメリカ合衆国下院議員であったダニエル・イノウエは議会に「琉球の文化財保護・復元に関する法案」を提出したが、否決された。

文化会館の設立
アメリカの政策と文化を住民に理解してもらう為に、1947年（昭和22年）に琉米文化会館を開設した。沖縄本島には現在の県庁所在地の那覇市を含む3ヶ所と、宮古島、石垣島、奄美大島に設置され、後に4ヶ所に分館の琉米親善センターも開館した。鹿児島県に属していた奄美大島の文化会館は1954年（昭和29年）の本土復帰に伴い閉館した。当初は図書館と民政府からの情報頒布であったが、多目的ホールや会議室の設置、市民教室、展示会などが開催され、非常に充実していた。

反共政策
日本復帰を支持する共産主義勢力を恐れた民政府は、出版物の検閲や警察局長の許可なしでは街頭集会が開かれないなど言論、行動の自由を制限した。特に瀬長亀次郎は那覇市長の追放、人民党事件による投獄など厳しい弾圧を受けてきた。

### 祝祭日・紀年法

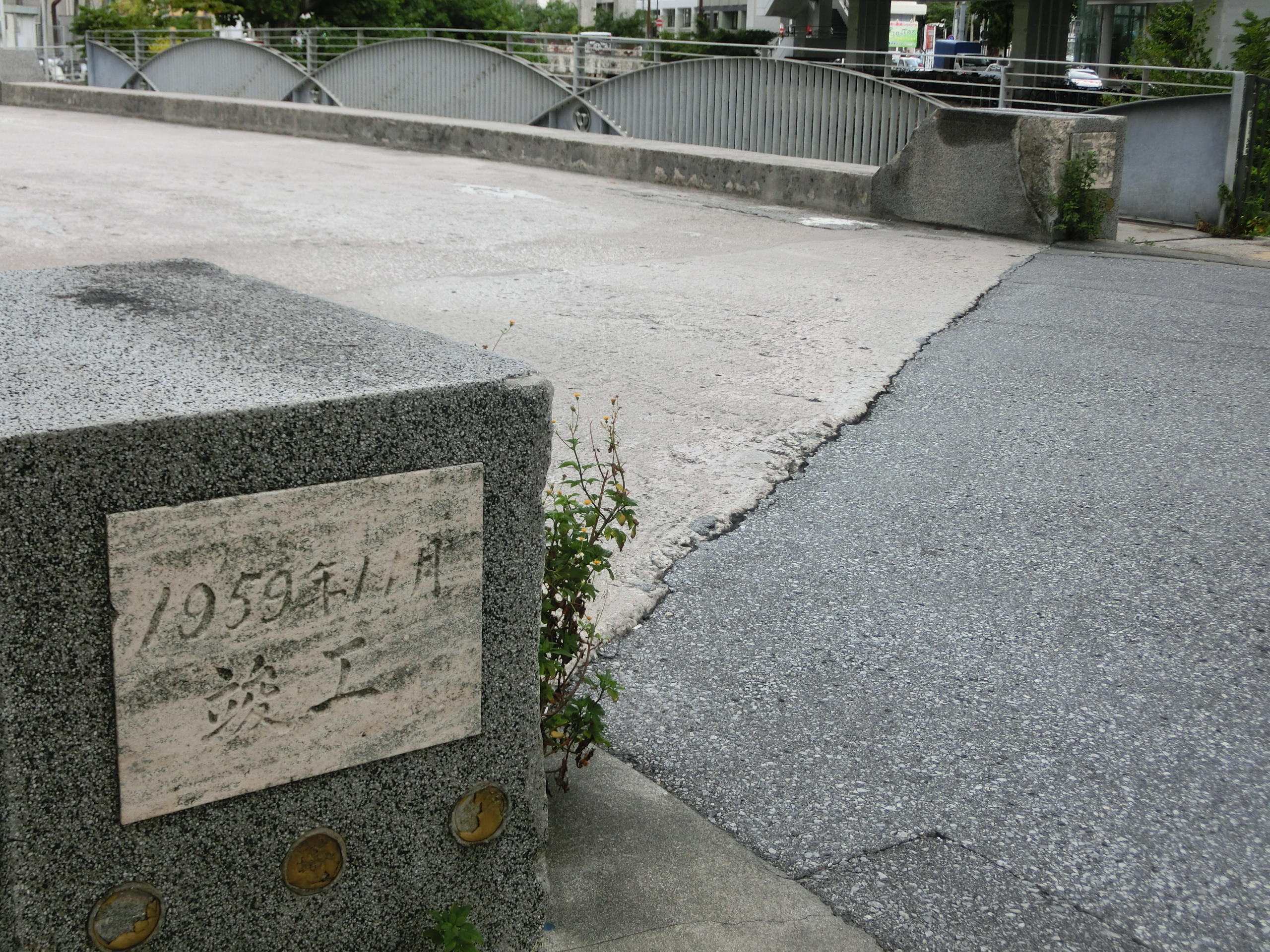
那覇市にある甲辰橋。
復帰前に竣工されたため、竣工年が「昭和34年」ではなく「1959年」となっている。

紀年法は本土とは異なり、西暦が採用された。米国民政府の布告・布令はもちろん、琉球政府の法令の法令番号の日付も西暦であった。公文書も原則的に西暦で表記された。例外は戸籍に関する文書であった。ただ、民間においては西暦のほかに、当時の本土の元号である「昭和」も慣例的に使用されていた。
また、標準時は日本本土と同じくGMT+9時間となっていた。なお、低緯度であることから米国本土のような夏時間は実施されなかった。
祝祭日は「住民の祝祭日」として制定され、ほぼ、日本本土の「国民の祝日」に準じたものとなっていた。下表は沖縄返還時点のもの。
| 日付            | 名称               | 備考                             |
| --------------- | ------------------ | -------------------------------- |
| 1月1日          | 元日               | 本土の元日と同一日               |
| 1月15日         | 成人の日           | 本土の成人の日（当時）と同一日   |
| 春分日          | 春分の日           | 本土の春分の日と同一日           |
| 4月1日          | 琉球政府創立記念日 |                                  |
| 4月29日         | 天皇誕生日         | 本土の天皇誕生日（当時）と同一日 |
| 5月3日          | 憲法記念日         | 本土の憲法記念日と同一日         |
| 5月5日          | こどもの日         | 本土のこどもの日と同一日         |
| 5月第2日曜日    | 母の日             |                                  |
| 6月23日         | 慰霊の日           | 沖縄戦終結の日                   |
| 旧暦7月15日     | お盆の日           |                                  |
| 9月15日         | としよりの日       | 本土の敬老の日（当時）と同一日   |
| 秋分日          | 秋分の日           | 本土の秋分の日と同一日           |
| 10月の第2土曜日 | 体育の日           |                                  |
| 11月3日         | 文化の日           | 本土の文化の日と同一日           |
| 11月23日        | 勤労感謝の日       | 本土の勤労感謝の日と同一日       |